# آندره کوین
آندره کوین (انگلیسی: André Coyne (زاده ۱۰ فوریه ۱۸۹۱، غرب پاریس - ۲۱ ژوئیه ۱۹۶۰، نویی-سور-سن) یک مهندس عمران فرانسوی بود که ۷۰ سد را در ۱۴ کشور طراحی کرد. وی پس از آن، تحصیلات خود را در مدرسه پلی‌تکنیک پاریس و دانشکده مهندسی عمران آن دریافت کرد.
وی روی «پل آلبرت لوپ» کار کرد و در سال ۱۹۲۸ به عنوان «مهندس ارشد سدهای بزرگ» در رودخانه دوردونی بالا منصوب شد. در حالی که در آن موقعیت بود، او سد مارژ را طراحی کرد که شامل چندین پیشرفت ابتکاری در طراحی سد (a.o. ، یک سرریز از نوع رمپ پرش اسکی)، بود. در سال ۱۹۳۵ او رئیس بخش مهندسی سد بزرگ فرانسه شد و بین سال‌های ۱۹۴۵ و ۱۹۵۳ به عنوان رئیس کمیسیون بین‌المللی سدهای بزرگ فعالیت کرد. در سال ۱۹۴۷ او خدمات دولتی را ترک کرد و شرکت مشاوره‌ای خود: «Coyne et Bellier» را تأسیس کرد.
سدهای دیگری که وی بعداً در فرانسه طراحی کرد شامل بندهای گروند وال و سد رسلند هستند. وی در خارج از کشور سد کاریبا را در مرز زیمبابوه و زامبیا، سد دانیل-جانسون در کبک و سد سانتا لوزیا در پرتغال را طراحی کرد.
کوین همچنین سد مالپاست را در جنوب فرانسه طراحی کرد. تقریباً بلافاصله پس از پایان ساخت سد، شکاف‌هایی در پایه مشاهده شد. چند سال بعد، در ۲ دسامبر ۱۹۵۹، سد ناگهان شکست و فرو ریخت و دیواره‌ای از آب به ارتفاع ۵۰ متر (۱۶۰ فوت) را آزاد کرد که به شهر فرجس نزدیک می‌رسید و منجر به کشته شدن ۴۲۳ نفر می‌شود. گفته شده که کوین به شدت از فرو ریخته شدن سد متأثر شد و بلافاصله خود را مقصر دانست و ادعا کرد که او تنها مسئول آن است. در حقیقت، کوین توصیه ژرژ کروئی، یک زمین‌شناس را برای ساخت سد ۶۵۰ فوت در بالادست اجرا نکرد و همچنین دروازه سرریز را با جریان سیل تطبیق نداد. او در نیمهٔ از سال بعد درگذشت.